# Carlo Levi
Carlo Levi (Torino, 29 novembre 1902 – Roma, 4 gennaio 1975) è stato uno scrittore, pittore e antifascista italiano.
Tra i più significativi narratori del Novecento italiano, è noto soprattutto per il romanzo Cristo si è fermato a Eboli, che lo rese uno dei maggiori portavoce della questione meridionale nel secondo dopoguerra.

## Biografia

### La famiglia e gli inizi
Nasce da Ercole Raffaele Levi e Annetta Treves in un'agiata famiglia ebraica della borghesia torinese e fin da ragazzo dedica molto tempo alla pittura, che coltiverà con passione per tutta la vita, raggiungendo importanti successi. Sua sorella maggiore è la neuropsichiatra infantile Luisa Levi.
Dopo avere terminato gli studi secondari presso il liceo Alfieri, si iscrive alla facoltà di medicina dell'Università degli Studi di Torino. Nel periodo degli studi universitari, per il tramite dello zio, l'onorevole Claudio Treves (figura di rilievo nel Partito Socialista Italiano), conosce Piero Gobetti, che lo invita a collaborare alla sua rivista La Rivoluzione liberale e lo introduce nella scuola di Felice Casorati, intorno alla quale gravita l'avanguardia pittorica torinese.
Levi, inserito in questo contesto multiculturale, ha modo di frequentare personalità come Cesare Pavese, Giacomo Noventa, Antonio Gramsci, Luigi Einaudi e, più tardi, importanti per la sua evoluzione pittorica, Edoardo Persico, Lionello Venturi, Luigi Spazzapan.
Nel 1923 soggiorna per la prima volta a Parigi, dove viene a contatto con le opere dei Fauves, di Amedeo Modigliani e di Chaïm Soutine, leggendovi un incitamento alla ribellione contro la retorica fascista e la cultura ufficiale italiana.
Durante questo viaggio scrive anche il primo articolo sulla sua pittura per la rivista L'Ordine Nuovo di Antonio Gramsci.
Si laurea in medicina nello stesso anno e rimarrà alla Clinica Medica dell'Università di Torino come assistente fino al 1928, ma non eserciterà mai la professione di medico, preferendo definitivamente la pittura e il giornalismo.

### La scelta per l'attività artistica

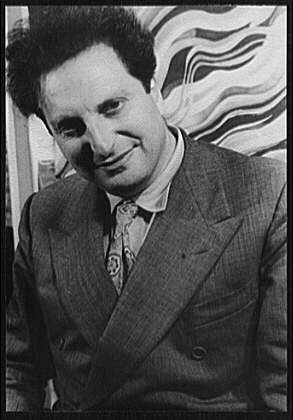
Levi nel 1947

La profonda amicizia e l'assidua frequentazione di Felice Casorati orientano la prima attività artistica del giovane Levi, con le opere pittoriche Ritratto del padre (1923) e il levigato nudo di Arcadia, con il quale partecipa alla Biennale di Venezia del 1924. Nel 1926 presenta alla medesima rassegna Il fratello e la sorella.
Dopo altri soggiorni a Parigi, dove aveva mantenuto uno studio, la sua pittura, influenzata dalla Scuola di Parigi, subisce un ulteriore cambiamento stilistico.
Con il sostegno di Edoardo Persico e Lionello Venturi, alla fine del 1928 prende parte al movimento pittorico cosiddetto dei sei pittori di Torino, insieme a Gigi Chessa, Nicola Galante, Francesco Menzio, Enrico Paulucci e Jessie Boswell, che lo porterà a esporre in diverse città in Italia e anche in Europa (Genova, Milano, Roma, Londra, Parigi).
Espone alla I Quadriennale nazionale d'arte di Roma nel 1931.
Levi, per una precisa posizione culturale coerente con le sue idee, considerava espressione di libertà la pittura, in contrapposizione formale e sostanziale alla retorica dell'arte ufficiale, secondo lui sempre più sottomessa al conformismo del regime fascista e al modernismo del movimento futurista.

### L'impegno politico antifascista

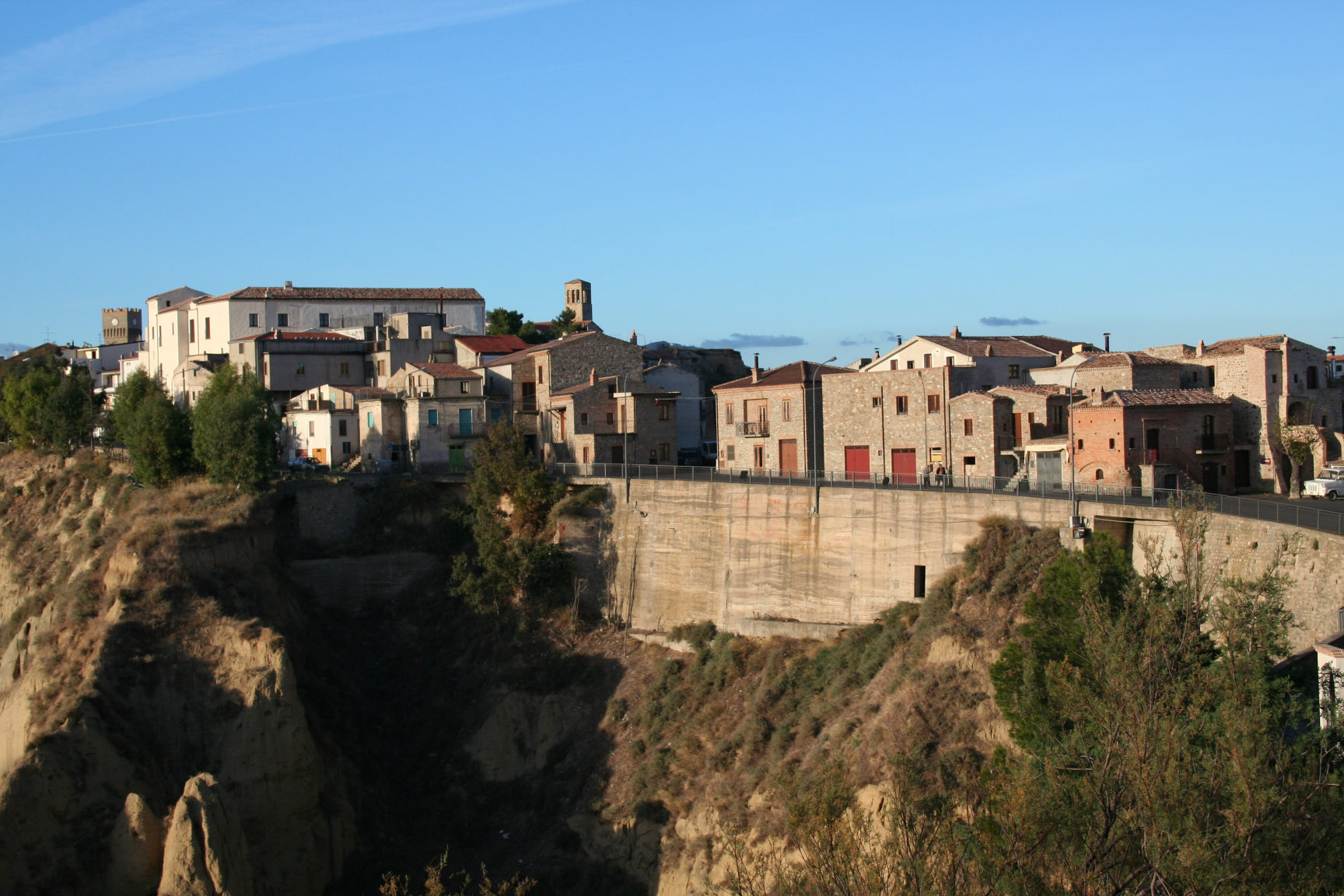
Scorcio panoramico del comune di Aliano, dove Carlo Levi trascorse il suo periodo di confino

Nel 1931 si unisce al movimento antifascista di "Giustizia e libertà", fondato tre anni prima da Carlo Rosselli.
Nel 1932 partecipa alla Biennale di Venezia presentando le opere: L'uomo rosso (1929), Scena di frutta (1930) e Natura morta con melograni (1930).
Nel marzo 1934 Levi viene arrestato per sospetta attività antifascista. Il 15 maggio 1935, su segnalazione dello scrittore fascista Dino Segre (Pitigrilli), è colpito da un secondo arresto e condannato al confino nel paese lucano di Grassano. Successivamente viene trasferito nel piccolo centro di Aliano, in provincia di Matera. Lo segue, per amore, la cugina Paola Levi, sorella della scrittrice Natalia Ginzburg. Da questa esperienza nasce il suo romanzo più famoso, Cristo si è fermato a Eboli (nel racconto il paese viene chiamato Gagliano, imitando la pronuncia locale).
Nel 1936 il regime fascista, sull'onda dell'entusiasmo collettivo per la conquista etiopica, gli concede la grazia; Levi si trasferisce per alcuni anni in Francia, dove continua la sua attività politica.
Nel 1938 nasce sua figlia Anna, in seguito alla relazione con Paola Levi.
Rientrato in Italia, nel 1943 aderisce al Partito d'Azione e dirige insieme ad altri azionisti La Nazione del Popolo, organo del Comitato di Liberazione della Toscana.
Trova rifugio a Firenze, presso l'abitazione di Anna Maria Ichino, dove soggiornava anche Eugenio Montale e dove rimane fino al 1944. È qui che conobbe Umberto Saba, suo futuro suocero. Anche il poeta triestino aveva infatti trovato riparo presso la casa Ichino in piazza Pitti 14.

### Cristo si è fermato a Eboli
(Carlo Levi, Cristo si è fermato a Eboli, 1945)

Un fotogramma del film Cristo si è fermato a Eboli, con l'attore Gian Maria Volonté nei panni di Carlo Levi

Nel 1945, a seguito del ripristino della democrazia in Italia, Einaudi pubblica il romanzo Cristo si è fermato a Eboli, scritto nei due anni precedenti da Carlo Levi.
In esso Levi denuncia le condizioni di vita disumane di quella popolazione contadina, dimenticata dalle istituzioni dello Stato, alle quali "neppure la parola di Cristo sembra essere mai giunta".
La risonanza che avrà il romanzo mette in ombra la sua attività di pittore. La stessa pittura di Levi viene influenzata dal suo soggiorno in Basilicata (sotto il fascismo chiamata Lucania), diventando più rigorosa ed essenziale, fondendo la lezione di Modigliani con un sobrio, personale realismo.
Nel 1979 il romanzo verrà adattato per il cinema da Francesco Rosi: il ruolo di Carlo Levi è interpretato dall'attore Gian Maria Volonté.

### Il dopoguerra

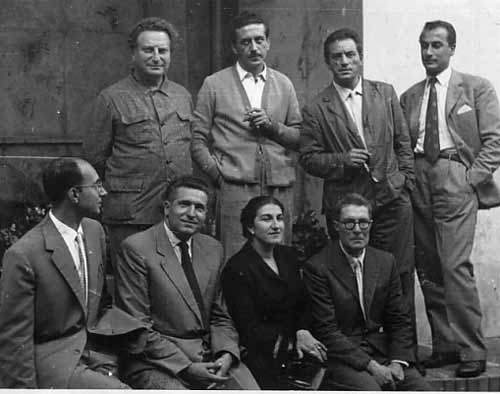
Levi (in alto a sinistra) al premio Marzotto nel 1951

Nel 1945 Carlo Levi intreccia una relazione amorosa, che durerà sino alla sua morte, con Linuccia Saba (24 gennaio 1910 - 28 luglio 1980), l'unica figlia del poeta Umberto Saba. Nel dopoguerra Levi continuerà la sua attività di giornalista, in qualità di direttore del quotidiano romano L'Italia libera, organo del Partito d'Azione, partecipando a iniziative e inchieste politico-sociali sull'arretratezza del Mezzogiorno d'Italia; per molti anni collaborerà con il quotidiano La Stampa di Torino.
Partecipa alle edizioni della Biennale di Venezia degli anni 1948, 1950, 1952. Nel 1954 aderisce al gruppo neorealista e partecipa ad altre due edizioni dell'esposizione veneziana, nel 1954 e nel 1956, con dipinti in chiave realistica come la sua narrativa.
Prosegue l'attività di scrittore: dopo Cristo si è fermato a Eboli, di grande interesse sono L'orologio, pensosa e inquieta cronaca degli anni della ricostruzione economica italiana (1950), Le parole sono pietre, del 1955, sui problemi sociali della Sicilia (vincitore nel 1956 del Premio Viareggio per la Narrativa, ex aequo con La sparviera di Gianna Manzini), Il futuro ha un cuore antico (1956) e Tutto il miele è finito (1965).
Nel 1960 è invitato alla “11ª edizione del premio Avezzano-rassegna nazionale delle Arti Figurative” ad Avezzano (AQ), insieme a Remo Brindisi, Stefano Cavallo, Gisberto Ceracchini, Vincenzo Ciardo, Eliano Fantuzzi, Giovanni Omiccioli, Michele Rosa, G. Strachota, Francesco Trombadori, Antonio Vangelli e altri.
Nel 1961 dipinge il grande pannello Lucania '61, una tela delle dimensioni di 18,50 x 3,20 m che rappresenterà la Basilicata all'Esposizione internazionale Italia '61 di Torino e che dedica alla memoria di Rocco Scotellaro, poeta basilicatese suo amico e simbolo della civiltà contadina; la tela è ora esposta nel Museo nazionale d'arte medievale e moderna della Basilicata sito a Matera nel Palazzo Lanfranchi.
Nel 1963, per dare peso alle sue inchieste sociali sul degrado generalizzato del paese e mosso dal desiderio di contribuire a modificare una politica stratificata su un immobilismo di conservazione di certi diritti acquisiti anche illegalmente, passa dalla teoria alla pratica e, convinto dagli alti vertici del Partito Comunista Italiano, in particolare da Giorgio Amendola, incomincia a svolgere politica attiva.
Candidato a un seggio senatoriale, viene eletto per due legislature senatore della Repubblica, come indipendente del partito comunista: la prima volta nel collegio di Civitavecchia, nel secondo mandato nel collegio di Velletri.
Nel 1967, assieme ad altri artisti e intellettuali, politici e sindacalisti italiani (tra cui Renato Guttuso, Paolo Cinanni, Ferruccio Parri, Gaetano Volpe, Luigi Gaiani, Claudio Cianca, Vincenzo Bigiaretti), fonda la Federazione italiana lavoratori emigranti e famiglie (FILEF), di cui sarà presidente fino alla morte; ad essa aderiranno centinaia di associazioni di emigrati in tutto il mondo; l'obiettivo indicato in un suo famoso scritto "Emigrati, non più cose, ma protagonisti" è quello di far emergere la questione migratoria come una delle grandi questioni nazionali; l'eco di questo suo impegno è presente in numerosi suoi discorsi e interventi parlamentari.
Nel gennaio 1973 subisce due interventi chirurgici per il distacco della retina. In stato temporaneo di cecità riuscirà a scrivere Quaderno a cancelli, pubblicato postumo nel 1979 senza la parte finale, recentemente recuperata dallo studioso D. Sperduto, e a tracciare 146 disegni. Nel 2020 l'Einaudi pubblicherà l'edizione filologicamente corretta dell'opera, secondo le disposizioni dell'autore.
Nel 1974 dona una sua opera, un'acquaforte raffigurante un brigante che ha fatto parte di una cartella di 6 acqueforti creata per il IV convegno nazionale di storiografia lucana svoltosi a Pietragalla (PZ) nel settembre dello stesso anno, sotto l'alto patronato del Presidente della Repubblica e presieduto da un suo caro amico il dott. Antonio Maria de Bonis.
Muore a Roma il 4 gennaio 1975, all'età di 72 anni.

### Carlo Levi e Aliano

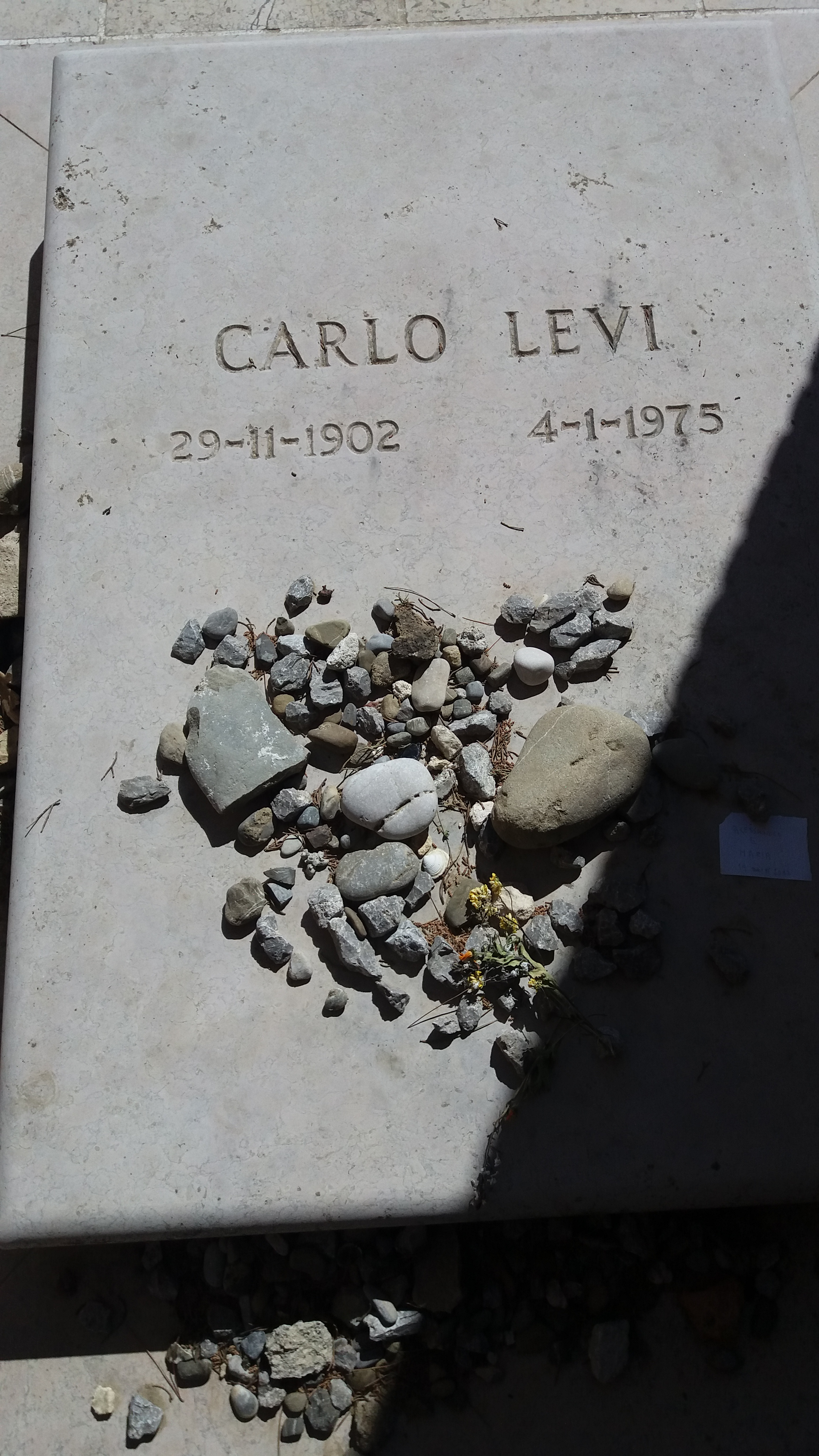
Tomba di Levi nel cimitero di Aliano

La salma dello scrittore torinese riposa nel cimitero di Aliano, dove volle essere sepolto per mantenere la promessa di tornare che aveva fatto agli abitanti lasciando il paese.
In realtà Levi tornò più volte in Basilicata nel secondo dopoguerra e soggiornò anche in un paesino della provincia di Potenza, Pietragalla, ospite della famiglia de Bonis. Ne sono testimonianza le foto custodite nella pinacoteca dedicatagli nel comune di Aliano, che lo ritraggono nelle varie località della provincia di Matera assieme a suoi amici e ai personaggi protagonisti del suo libro più famoso.
Ad Aliano è stato realizzato il Parco letterario Carlo Levi che promuove iniziative legate alla memoria di Levi, come i viaggi sentimentali nei luoghi legati al confino di Levi, e giornate di degustazione di prodotti tipici. Inoltre ogni anno si svolge ad Aliano il Premio letterario nazionale Carlo Levi.

### La Fondazione
Nel 1975 la compagna Linuccia Saba (1910-1980), su richiesta testamentaria del pittore, istituisce la Fondazione Carlo Levi, divenendone prima presidente.

## Opere
- Cristo si è fermato a Eboli, Torino, Einaudi, 1945.
- Paura della libertà, Torino, Einaudi, 1946; Introduzione di Giorgio Agamben, Neri Pozza, 2018.
  - (EN)  Fear of Freedom. With the Essay, "Fear of Painting, New York, Columbia University Press, 2008, ISBN 978-0-231-13996-0.
- Sceneggiatura de Il grido della terra, con Alessandro Fersen, Lewis F. Gittler e Giorgio Prosperi, 1949.
- L'Orologio, Collana Saggi n.126, Torino, Einaudi, 1950; Introduzione di Mattia Acetoso, Collana ET Scrittori, Einaudi, 2015.
- Le parole sono pietre. Tre giornate in Sicilia, Torino, Einaudi, 1955. Premio Viareggio.[11]
- Il futuro ha un cuore antico. Viaggio nell'Unione Sovietica, Torino, Einaudi, 1956.
- La doppia notte dei tigli, Collana Saggi, Torino, Einaudi, 1959; Introduzione di Mario Desiati, Collana ET Scrittori, Einaudi, 2024, ISBN 978-88-062-6315-7.
- Un volto che ci somiglia. Ritratto dell'Italia, Torino Einaudi, 1960. [volume di fotografie di János Reismann, pubblicato prima in Germania nel 1959]
  - Un volto che ci somiglia. L'Italia com'era, Roma E/O, 2000, ISBN 978-88-764-1433-6.
- Tutto il miele è finito, Collana Saggi, Torino, Einaudi, 1964.

### Pubblicazioni postume
- Coraggio dei miti. Scritti contemporanei. 1922-1974, Bari, De Donato, 1975.
- Mezzogiorno, emigrazione, rinnovamento. Scritti e discorsi nel Senato e nella Filef, Roma, Federazione Italiana Lavoratori emigrati e famiglia, 1975.
- La soglia del deserto. Un inedito, in "Il calendario del popolo", A. 31, n. 363, gennaio 1975.
- Quaderno a cancelli, con una testimonianza di Linuccia Saba e una nota di Aldo Marcovecchio, Collana Saggi n.611, Torino, Einaudi, 1979; Quaderno a cancelli, a cura di Riccardo Gasperina Geroni, con uno scritto di Italo Calvino, Collana Letture, Einaudi, 2020, ISBN 978-88-062-4331-9.
- Il Mezzogiorno. L'altro mondo. Testi e disegni, Gangemi, 1980, ISBN 978-88-744-8112-5.
- Poesie inedite 1934-1946. Prefazione Sen. Giovanni Spadolini e Rita Levi Montalcini, Roma, Carlo Mancosu editore, stampato a Foggia, 1990
- È questo il «Carcer tetro»? Lettere dal carcere 1934-1935, a cura D. Ferraro, Genova, Il Nuovo Melangolo, 1991, ISBN 978-88-701-8134-0.
- Noi esistiamo. Poesie inedite. Prefazione On. Francesco De Lorenzo, Roma, Carlo Mancosu editore, stampato a Foggia, 1991.
- Bosco di Eva. Poesie inedite 1931-1972, Roma, Mancosu, 1993.
- Il bambino del 7 luglio. Dal neofascismo ai fatti di Reggio Emilia, a cura di Sandro Gerbi, Avagliano, 1996, ISBN 978-88-860-8151-1.
- L'invenzione della verità. Testi e intertesti per «Cristo si è fermato a Eboli», a cura di V. Barani e M. A. Grignani, Edizioni dell'Orso, 1998, ISBN 978-88-769-4332-4.
- Le mille patrie. Uomini, fatti, paesi d'Italia, a cura di G. De Donato, Roma, Donzelli, 2000, ISBN 88-7989-575-3; Prefazione di Guido Crainz, Donzelli, 2015.
- Lo specchio. Scritti di critica d'arte, a cura di P. Vivarelli, Roma, Donzelli, 2001, ISBN 978-88-798-9641-2.
- Paesaggi 1926-1974. Lirismo e metamorfosi della natura, a cura di P. Vivarelli, Meridiana Libri, 2001, ISBN 978-88-861-7573-9.
- Prima e dopo le parole. Scritti e discorsi sulla letteratura, a cura di G. De Donato e R. Galvagno, Roma, Donzelli, 2001, ISBN 978-88-798-9658-0.
- Scritti politici, a cura di David Bidussa, Torino, Einaudi, 2001, ISBN 978-88-061-4481-4.
- Le tracce della memoria, Roma, Donzelli, 2002, ISBN 978-88-798-9745-7.
- Carlo Levi inedito: con 40 disegni della cecità, a cura di Donato Sperduto, Milazzo, Spes, 2002.
- Roma fuggitiva. Una città e i suoi dintorni, a cura di G. Di Donato, Roma, Donzelli, 2002, ISBN 88-7989-695-4.
  - (EN)  Fleeting Rome. In Search of La Dolce Vita, Chichester, West Sussex, England-Hoboken, NJ, J. Wiley, 2004. ISBN 978-0-470-87183-6.
- Discorsi parlamentari, Con un saggio di Mario Isnenghi, Bologna, Il Mulino, 2003, ISBN 978-88-150-9575-6.
- Il pianeta senza confini. Prose di viaggio, a cura di V. Zaccaro, Roma, Donzelli, 2003, ISBN 978-88-798-9818-8.
- Un dolente amore per la vita. Conversazioni e interviste, a cura di L.M. Lombardi Satriani e L. Bindi, Roma, Donzelli, 2003, ISBN 978-88-798-9785-3.
- Le ragioni dei topi. Storie di animali, a cura di G. Di Donato, Roma, Donzelli, 2004, ISBN 978-88-798-9883-6.
- Il dovere dei tempi. Prose politiche e civili, a cura di L. Montevecchi, Introduzione di Nicola Tranfaglia, Roma, Donzelli, 2004, ISBN 978-88-798-9939-0.
- La strana idea di battersi per la libertà. Dai giornali della Liberazione (1944-1946), a cura di Filippo Benfante, Spartaco, 2005, ISBN 978-88-875-8341-0.
- Il seme nascosto. Tocca ai contadini, agli ultimi uccidere il serpente, a cura di Aldo Cormio, Palomar, 2006, ISBN 978-88-760-0145-1.
- Poesie, Roma, Donzelli, 2008, ISBN 978-88-603-6209-4.
- Versi, a cura di Silvana Ghiazza, Wip Edizioni, 2009, ISBN 978-88-845-9148-7.
- Buongiorno, Oriente. Reportages dall'India e dalla Cina, Roma, Donzelli, 2014, ISBN 978-88-684-3124-2.
- Due racconti etnei, Il Girasole Edizioni, 2014, ISBN 978-88-974-6619-2.

### Pittura

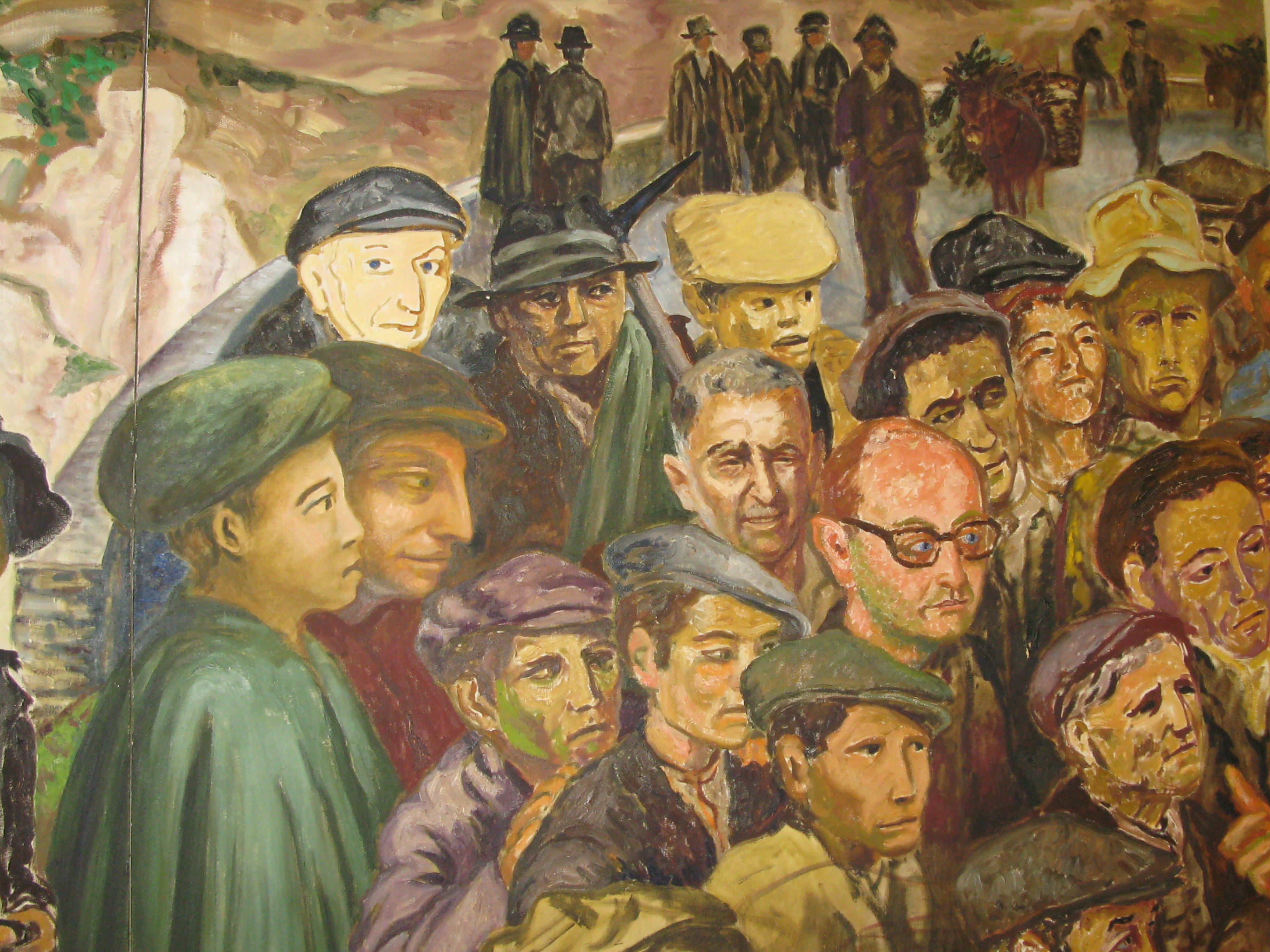
Particolare di Lucania 61 (Museo Nazionale di Matera).

- Ritratto di Federico Comandini, Biblioteca Malatestiana di Cesena
- Donna con frutta, Casa della cultura, Palmi[12]
- Lucania '61, telero di 18,50 x 3,20 m composta da cinque pannelli, che Levi dipinse per rappresentare la Basilicata alla Mostra delle Regioni nell'esposizione Italia '61 tenutasi a Torino in occasione delle celebrazioni per il centenario dell'Unità d'Italia. È conservata a Matera nel Palazzo Lanfranchi, sede del Museo nazionale d'arte medievale e moderna della Basilicata;[13][14][15]
- Nuotatore, olio su tela 50x70;[16]
- Due uomini che si spogliano, 1935
- 20 pitture di Carlo Levi 1929-1935 presentate da Antonio Del Guercio, Editori Riuniti - La Nuova Pesa, Roma 1962
- La liberazione, olio su tela raffigurante i martiri delle Fosse Ardeatine
- Carrubi del Golfo, 1950, CAMeC, La Spezia
- Il bouquet, olio su tela un mazzo di fiori bianchi con tre fiori blu sul fondale arancione, Roma 1971.

## Opere nei musei
- Museo Civico di Foggia
- Museo nazionale d'arte medievale e moderna della Basilicata di Matera
- Museo permanente arte contemporanea di Amatrice (RI)
- Pinacoteca Leonida ed Albertina Repaci di Palmi (Reggio Calabria)
- Pinacoteca Carlo Levi al Palazzo Morteo di Alassio (Savona)
- Museo delle Fosse Ardeatine (Roma)
- Museo Novecento
- MAGI '900 di Pieve di Cento (BO)
- Pinacoteca Carlo Levi di ALIANO (MT)Aliano
- MIG. Museo Internazionale della Grafica, Castronuovo Sant'Andrea (PZ)
- GAM - Galleria Civica d'Arte Moderna e Contemporanea di Torino
- Museo Carlo Levi e della Questione Meridionale, Fondazione Luigi Gaeta Centro Studi Carlo Levi, Palazzo Forcella (SA) Buccino